# Шлей Василь Сергійович
Васи́ль Сергі́йович Шле́й (позивний «Вєтєр»; 4 червня 1992, Хотин — 17 липня 2022) — капітан Збройних сил України, учасник російсько-української війни.

## Життєпис
Народився в місті Хотин Чернівецької області. Після 8 класів місцевої школи вступив до Кам'янець-Подільського ліцею з посиленою військово-фізичною підготовкою. У 2013 році закінчив четвертий курс Кам'янець-Подільського державного аграрно-технічного університету, далі навчався на п'ятому курсі за спеціальністю — екологія навколишнього середовища по державному замовленню.
У квітні 2014 року Василь вирішив стати на захист рідної держави. Бувши студентом денної форми (навчався на держзамовленні), уклав контракт на військову службу в лавах 80-ї окремої десантно-штурмової бригади ЗСУ. Спочатку був заступником командира роти з матеріально психологічного забезпечення, пізніше виконував обов'язки командира роти. За 8 років служби неодноразово був відзначений нагородами, зокрема медаллю «За військову службу Україні» у 2015 році та орденом Богдана Хмельницького ІІІ ступеня у 2019-му.
У 2015 році Василь познайомився із санінструкторкою Мар'яною. У 2016-му закохані одружилися, а через рік у них народився первісток. Проживав у місті Чернівці.
Під час повномасштабної війни Василь і далі захищав Україну в лавах рідної бригади на посаді начальника бойової підготовки.
Загинув 17 липня 2022 року на Донеччині. Життя офіцера обірвалося під час мінометного обстрілу біля села Верхньокам'янське.

## Нагороди та вшанування
- Указом Президента України № 366/2015 від 27 червня 2015 року за «особисту мужність і героїзм, виявлені у захисті державного суверенітету та територіальної цілісності України, вірність військовій присязі» молодший лейтенант Василь Шлей нагороджений медаллю «За військову службу Україні»[2]
- Указом Президента України № 741/2019 від 10 жовтня 2019 року за «особисту мужність і самовіддані дії, виявлені у захисті державного суверенітету та територіальної цілісності України» орденом Богдана Хмельницького III ступеня[3]
- Указом Президента № 599 від 28 вересня 2023 року нагороджено орденом Богдана Хмельницького II ступеня (посмертно)[4]